# Цитиколин
Цитиколи́н — лекарственное средство, применяемое с ноотропной и психостимулирующей целью. Это промежуточное соединение в образовании фосфатидилхолина из холина. 
Исследования показывают, что препарат повышает плотность дофаминовых и ацетилхолиновых рецепторов, и предполагается, что он способен предотвращать ухудшение памяти в результате отрицательных
условий внешней среды. По предварительным данным, добавки цитиколина помогают улучшить внимание и умственную энергию, что может быть полезно при лечении синдрома
дефицита внимания и гиперактивности. Также было обнаружено влияние на уровень АКТГ и других гормонов передней доли гипофиза (это может быть полезным для некоторых людей, но
не исключены нежелательные последствия при заболеваниях, связанных с гиперсекрецией АКТГ и кортизола).Также показан при органическом повреждении головного мозга так как он воздействует на нейропептиды.
Цитиколин продается в 70+ странах мира. Растворы, названия: Фармаксон, Кванил, Цераксон, Гиперкол, Дифосфоцин, Когнизин, Нейроксон, Нихолин, Синкрон, Сомазина, Синапсин, Стратонил, Траусан, Цебротон, Цидилин, Цитифар, и др.,.
В последнее время цитиколин стал рассматриваться, как долгосрочная полезная добавка к пищевому рациону для восстановления и поддержания когнитивной функции у пациентов с впервые перенесенным инсультом, а также – для профилактики осложнений у больных с открытоугольной глаукомой,.
Самый большой на сегодняшний день пробный эксперимент, рандомизированное плацебо-контролируемое последовательное исследование у пациентов с тяжелым и средним острым ишемическим инсультом, в котором было зарегистрировано 2298 пациентов, не обнаружил преимуществ введения цитиколина при выживании или восстановлении после инсульта. Метаанализ семи исследований не показал статистически значимой пользы для долгосрочного выживания или восстановления.
Величина лечебного эффекта цитиколина при ишемическом инсульте (снижение абсолютного риска на 5 % и относительного риска на 35 %) не уступает таковой для тромболизиса альтеплазой, когда он проводится в промежутке 3–4,5 ч от начала заболевания (снижение абсолютного риска на 7 % и относительного риска на 16 %, согласно данным ECASS III). Однако, в отличие от тромболитической терапии, лечение цитиколином не сопровождается тяжелыми геморрагическими осложнениями и, по-видимому, имеет значительно более широкое терапевтическое окно (до 24 ч). Если результаты дальнейших исследований подтвердят эффективность цитиколина при ишемическом и геморрагическом инсульте, будет иметь значение и другое его преимущество перед альтеплазой — возможность применения на догоспитальном этапе, когда наиболее высока вероятность пользы от нейропротекторов. Раннее введение цитиколина может оказаться особенно эффективным в тех случаях, когда в последующем планируется проведение тромболитической терапии альтеплазой ввиду синергических эффектов этих средств.
Таким образом, цитиколин обладает высокой безопасностью применения при ишемическом и геморрагическом инсульте.